# Marc Lazar
Pour les articles homonymes, voir Lazar.
Marc Renaud Lazar, né le 19 juin 1952 à Paris 16e, est un historien et sociologue français du politique. Spécialiste des gauches et de la vie politique italienne, il est professeur des universités émérite en histoire et sociologie politique à l’Institut d'études politiques de Paris (IEP). Il a été directeur du Centre d'histoire de Sciences Po de 2014 à 2022.
Il a travaillé sur le communisme, l’étude comparée des partis politiques de la gauche socialiste et sociale-démocrate en Europe de l'Ouest, les rapports entre la gauche et les services publics en France, ainsi que sur les mutations de la démocratie en Italie.
Travaillant à la fois en histoire politique et en sociologie politique, il est partisan d’une conceptualisation accrue dans la recherche historique et de l’ouverture de l’histoire à la sociologie et à la science politique.

## Biographie

### Jeunesse et études
Marc Lazar milite dans sa jeunesse à la Ligue communiste révolutionnaire ainsi qu'à Révolution !. 
Ancien élève du lycée Buffon, il soutient sa maîtrise d'histoire à l'université Paris I Panthéon Sorbonne en 1975, sous la direction de Jacques Droz. Elle s'intitule « 1917-1923, origines et débuts d'une organisation du mouvement ouvrier : l'Association républicaine des anciens combattants ».
Agrégé d'histoire, il est docteur de l'École des hautes études en sciences sociales (EHESS). Sa thèse de 3e cycle, soutenue en 1984 sous la direction de Jacques Julliard, s'intitule « PCF : intellectuels et classe ouvrière : l'exemple du mineur, de la Libération au début des années 50 ».
En 1991, il soutient son HDR avec comme garante Annie Kriegel, sur « Partis et cultures politiques en Europe » à l'université Paris X-Nanterre.
Marc Lazar est marié depuis 2006 à Aline Arlettaz, journaliste et photographe. Il est père de deux enfants, Julie et Anna.

### Parcours professionnel
Entre 1979 et 1986, Marc Lazar enseigne en lycée, successivement à Honfleur, Évreux et Colombes.
En 1986-87, il obtient la bourse Monnet et travaille à l'Institut universitaire européen. De 1987 à 1989, il est détaché au Centre national de la recherche scientifique.
De 1989 à 1993, il est maître de conférences à l'université Paris I-Panthéon Sorbonne puis, de 1993 à 1999, professeur des universités à l'université Paris X-Nanterre.
Professeur à l'IEP de Paris de 1999 à 2022, il y a été directeur de l’École doctorale entre 2000 et 2007, membre du comité exécutif de l'école, président du conseil scientifique et membre du comité décennal stratégique du même établissement.
Il est chercheur au Centre d'histoire de Sciences Po dont il a été le directeur de 2014 à 2022, et chercheur associé au Centre d'études et de recherches internationales, dont il dirige le groupe de recherche sur l’Italie contemporaine (GRIC).
Professeur associé à l'université Stanford (1994-2005), il est également professeur associé de la LUISS School of Government de Rome depuis 2007, dont il préside le conseil scientifique depuis 2010.
Il est, par ailleurs, éditorialiste à La Repubblica depuis 2006.
Depuis 2018, il est président du conseil scientifique des Dialogues franco-italiens pour l'Europe.
En 2022, il devient professeur émérite des Universités[réf. souhaitée].

## Thèses sur le communisme français
Dans son essai Le Communisme, une passion française (2002), il estime que, bien que le Parti communiste français ait cessé d’exister dans la vie politique française, sa culture politique se maintient : « 2002 a sans doute marqué l’acte de décès du Parti communiste français (PCF), né en décembre 1920 au congrès de Tours. » Se distinguant des historiens et penseurs du politique qui considèrent le totalitarisme comme un phénomène historiquement et conceptuellement limité à quelques cas, il va jusqu’à considérer le communisme français comme une « passion totalitaire en démocratie ».
Ces thèses ont été contestées par le PCF, la critique de l’ouvrage dans L'Humanité s’intitulant « Quand Marc Lazar furète », en référence à François Furet et à son essai Le Passé d'une illusion paru en 1995.

## Publications
- Maisons rouges. Les Partis communistes français et italien de la Libération à nos jours, coll. « Histoires », Paris, Aubier  (ISSN 1159-5205), 1992, 419 p.  (ISBN 2-7007-2242-6)
- Le Communisme, une passion française, 2e éd. augmentée d’une préface, coll. « Tempus », Paris, Éditions Perrin,  (ISSN 1633-8294), 2006 (1re éd. 2002), 252 p.  (ISBN 978-2-262-02407-9)
- L’Italie à la dérive, Paris, Perrin, 2006, 168 p.  (ISBN 978-2-262-02447-5)
- L'Italie sur le fil du rasoir : Changements et continuités de l'Italie contemporaine, Paris, Éditions Perrin, 2009, 187 p.  (ISBN 978-2262029470)
- Peuplecratie. La métamorphose de nos démocraties, Hors série : Connaissance, Éditions Gallimard, 2019, 192 p.  (ISBN 9782072833922)

### En collaboration ou direction d'ouvrage
- Le Communisme, avec Stéphane Courtois, coll. « Les Grandes Encyclopédies du monde », Paris, MA Éditions  (ISSN 0985-9381), 1987, 276 p.  (ISBN 2-86676-244-4)
- Dir. avec Stéphane Courtois, 50 ans d'une passion française. De Gaulle et les communistes, Balland, 1991, 342 p.
- Rigueur et passion. Mélanges offerts en hommage à Annie Kriegel, avec Stéphane Courtois et Shmuel Trigano, Paris, Le Cerf, 1994, 465 p.  (ISBN 2-204-04947-6)
- Histoire du Parti communiste français, avec Stéphane Courtois, coll. « Thémis / Histoire », 2e éd., Paris, Presses universitaires de France  (ISSN 1158-7067), 2000, 496 p. (1re édition 1995)  (ISBN 9782130510635). 3e éd. 2022.
- L’Italie, une nation en suspens, avec Alain Dieckhoff, Ilvo Diamanti et Didier Musiedlak, Bruxelles, Éditions Complexe, 1995, 160 p.  (ISBN 2-87027-583-8)
- La Gauche en Europe depuis 1945. Invariants et mutations du socialisme européen (dir.), avec la collab. de Francine Simon-Ekovich, coll. « Politique d'aujourd’hui », Paris, Presses universitaires de France,  (ISSN 0293-6755), 1996, 709 p.  (ISBN 2-13-047509-4)
- Dir. avec Ilvo Diamanti, Politique à l’italienne, coll. « Politique d'aujourd’hui », Paris, Presses universitaires de France  (ISSN 0293-6755), 1997, 240 p.  (ISBN 9782130486732)
- L'Italie contemporaine (dir.), coll. « Les grandes études internationales », Paris, Fayard, 2009, 553 p.  (ISBN 9782213633282)
- Dir. avec Marie-Anne Matard-Bonucci, L'Italie des années de plomb. Le terrorisme entre histoire et mémoire, Paris, Autrement, 2010, 442 p.
- Dir. avec Georges Mink et Mariusz J. Sielski, 1956, une date européenne, Éditions Noir et Blanc, 2010, 475 p.
- Dir. avec Noëlline Castagnez, Laurent Jalabert, Gilles Morin et Jean-François Sirinelli, Le Parti socialiste unifié. Histoire et postérité, PUR, 2013, 336 p.
- Avec Ilvo Diamanti, Peuplecratie. La métamorphose de nos démocraties, Paris, Gallimard, hors série « Connaissance », 2019, traduit de l'italien par Christophe Mileschi, Popolocrazia, La metamorfosi delle nostre democrazie, Tempi Nuovi, 2018
- Dir. avec Olivier Duhamel, Martial Foucault et Mathieu Fulla, La Ve République démystifiée, Paris, Presses de Sciences po, 2019, 238 p.
- Dir. avec Mathieu Fulla, European Socialists and the State in the Twentieth and Twenty-First Centuries, Palgrave Macmillan, 2020, 400 p.
- Dir. avec Guillaume Plantin et Xavier Ragot, Le monde d'aujourd'hui. Les sciences sociales au temps de la Covid, Les Presses de Sciences Po, 2020, 384 p.
- Avec Mathieu Fulla, Les socialistes européens et l'État, Éditions de l'Aube, 2021, 99 p.

## Décoration
- 2015 :  Chevalier de la Légion d'honneur[10].